# Vasiliola
Vasiliola är ett släkte av tvåvingar. Vasiliola ingår i familjen gallmyggor.
Kladogram enligt Catalogue of Life:
| Vasiliola | \| \| Vasiliola evandia \| \| \| \| \| \| Vasiliola evanida \| \| \| \| |
|           | \| \| Vasiliola evandia \| \| \| \| \| \| Vasiliola evanida \| \| \| \| |
|           | Vasiliola evandia                                                       |
|           |                                                                         |
|           | Vasiliola evanida                                                       |
|           |                                                                         |